# Samulnori

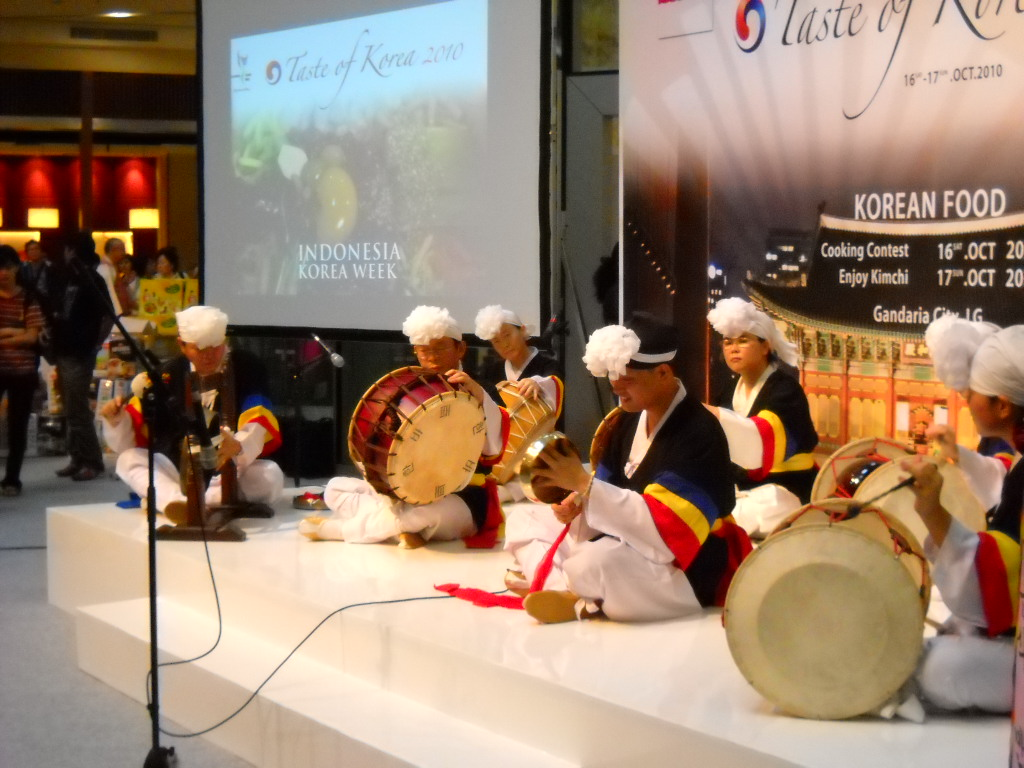
Grupo de músicos tocando música del estilo samulnori

Samulnori es una de las artes escénicas de Corea, caracterizada por la importancia de la percusión y la danza. Aunque se desarrolló por primera vez en 1978 con la fundación del grupo SamulNori, sus artistas se inspiraron en gran medida en los bailes y melodías de percusión populares de Corea, concretamente en el nongak. Dada la enorme fama de la agrupación original y el surgimiento de numerosas bandas que tocan música de su mismo estilo, samulnori ha pasado a designar al arte escénica que guarda relación con la música y baile que interpreta el homónimo grupo.

## Historia
Los cuatro músicos originales del grupo trabajaban al principio en una compañía de circo itinerante llamada Namsadangpae. Esta compañía, al igual que otras similares, recogía melodías y estilos de las bandas de música locales que tocaban en las fiestas populares de Corea. El grupo se fundó en 1978 y adoptó el nombre de Samulnori, que viene de samul (cuatro cosas) y nori (tocar). La reacción inicial al grupo en su debut no fue muy positiva, al parecerle al público un espectáculo demasiado simple y condensado. Sin embargo, el grupo fue pronto aclamado por el público al apreciar el talento y energía de los músicos. En 1993, el grupo pasó de los cuatro miembros a 30 artistas y estudiantes y comenzó a llamarse SamulNori Hanullim (gran banda) y el grupo adquirió un mayor carácter educativo e investigador. Otro de los cambios destacados del grupo es que hace unos años formó una agrupación secundaria llamada “Samulnori Eléctrico”, formada por cuatro miembros del grupo original más un guitarrista eléctrico, un bajista y un intérprete de teclado que provenían de una banda de rock indie. De esta forma, Samulnori Eléctrico trata de ser popular entre los jóvenes, combinado los sonidos electrónicos con los de la percusión tradicional.

Más allá de las aportaciones del homónimo grupo, existe una teoría diferente sobre el origen del samulnori. De acuerdo con la Enciclopedia del Folclore y Cultura Tradicional de Corea:
Hay varias teorías acerca del origen del Samulnori, música interpretada con cuatro instrumentos de percusión. El término “Samul” se refiere a los cuatro instrumentos básicos que se usan en los rituales budistas que comprenden el Mogeo, Beomjong, Beopgo y Unpan. Estos cuatro instrumentos de percusión se tocan en los rituales budistas que se realizan día y noche, brindando una oportunidad de despertarse tanto a los humanos como a los animales. No obstante, aún no está claro de dónde viene la tradición musical budista del Samul. Solamente, se pueden observar, de vez en cuando, el Samul en las pinturas murales de templos budistas. Desde los tiempos más remotos, el Samul se usa en los rituales budistas. De esta manera, el Samul tiene una larguísima historia, hasta que el Samul y los instrumentos de percusión usados en el Nongak, música campesina no son diferenciables entre sí.

## Características principales

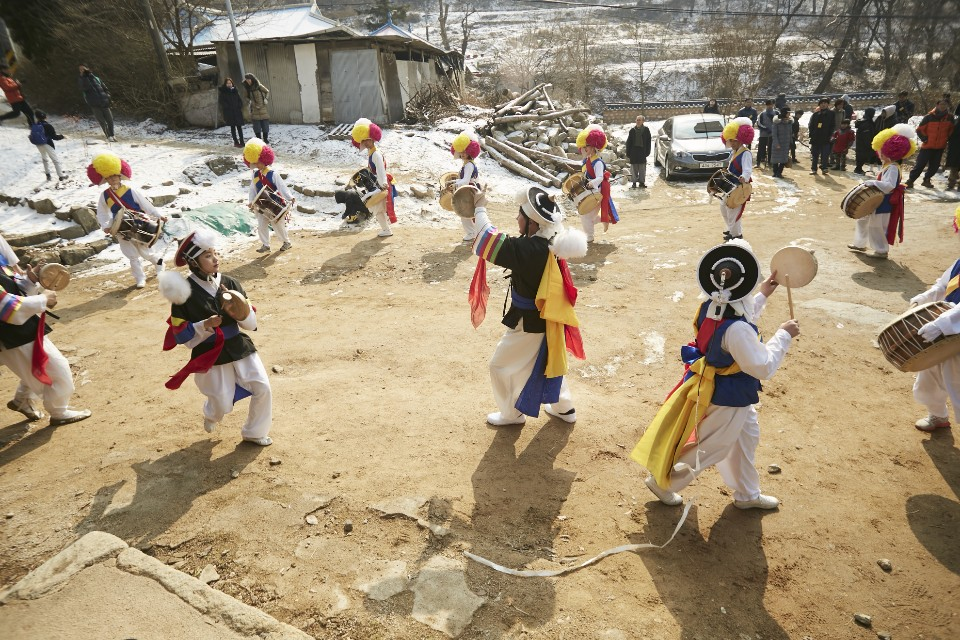
Grupo de músicos de nogak

Independientemente de que el budismo tuviera una mayor o menor influencia en el desarrollo del samulnori, parece razonable considerar que este género musical deriva del nongak. El nongak era un tipo de música tradicional interpretada por campesinos. Esta clase de música está caracterizada por su ritmo, que procede de los diferentes instrumentos de percusión que se usan en Corea. A esta música la acompañan danzas y acrobacias, que constituyen el elemento más llamativo del nongak. Los artistas llevan un atuendo muy colorido que generalmente consiste en pantalones blancos con bolsillos, zapatos blancos de granjeros, una chaqueta negra de manga corta, una banda amarilla colocada diagonalmente alrededor de la parte superior del cuerpo y hombros, y una banda azul y otra roja que se lleva alrededor de la cintura. Los cinco colores utilizados son los mismos que están asociados al chamanismo coreano. Los intérpretes también llevan a menudo un sombrero de ala ancha con una cinta larga giratoria que se controla con los movimientos de la cabeza, creando un llamativo efecto dinámico. Es tan importante el nongak para el samulnori, que la Enciclopedia del Folclore y Cultura Tradicional de Corea define al samulnori como la versión reducida, integrada y modificada del aspecto característico del nongak. Dado su gran valor, la música nongak se encuentra en la lista del Patrimonio Cultural Inmaterial de la UNESCO desde 2014.
Una de las principales diferencias entre el nongak y los grupos de música que tocan música basada en el estilo interpretado por el grupo Samulnori es que el nongak se toca siempre al aire libre en el pueblo y posee un importante carácter religioso y espiritual, mientras que el samulnori se toca en escenarios y tiene un carácter principalmente artístico.
El principio musical del grupo Samulnori es la fluctuación entre tensión y relajación. Mientras los músicos improvisan con base en unos patrones rítmicos preestablecidos, ellos siempre buscan la perfección integral entre estos. Adicionalmente, Samulnori busca mirar a la naturaleza y a los seres humanos de acuerdo con los principios del Yin y del Yang.
Una de las razones que hacen a este cuarteto tan popular son las particularidades que tiene el ritmo en la música tradicional coreana, ya que esta posee un concepto de ritmo mucho más amplio. De este modo, en Corea existe una gran cantidad de patrones rítmicos básicos e imprescindibles. Otra característica es que en este país son comunes los ritmos de 4/6 o de 8/12, poco comunes en la música occidental.
Tal y como se pudo ver en los colores que usan los bailarines, el nongak (y por extensión el samulnori) mantiene una estrecha relación con el chamanismo coreano, ya que las danzas se realizan para dar gracias a los espíritus por la cosecha, ahuyentar a los malos espíritus y promover la unidad entre los aldeanos. Por ejemplo, el maestro Kim Jeong Hee es un experto en el Byeolsingut de la Costa Este, un rito chamánico (gut) muy popular en la zona. Es más, el se considera a sí mismo como un “hwaraeng”, que es como se llama a los músicos que participan en los rituales chamánicos. A pesar de que hoy en día se le reconozcan sus importantes aportaciones, la música chamánica fue criticada por los eruditos confucianos de la Dinastía Joseon (1392-1910) por ser nociva para la moral y buenas costumbres, por lo que tenía un papel marginal en la sociedad.

Respecto a los cuatro instrumentos de percusión más utilizados, la página web de la agrupación Samulnori dice lo siguiente:
K'kwaenggwari (gong pequeño)
Está hecho principalmente de latón con restos de oro o plata. Se sostiene con la mano y se toca con un mazo de bambú. Una mano sostiene el mazo y la otra se encarga de amortiguar el sonido producido. El intérprete de este instrumento suele desempeñar el papel de líder, señalando las transiciones en la música. Como cada instrumento está asociado a un elemento de la naturaleza, el k'kwaenggwari está relacionado con el rayo.
Jing
Es un gran gong que se golpea con una baqueta acolchada. Este instrumento puede tocarse de varias maneras: colgado en un bastidor, sujetado por un mango o tocado con las dos manos. Un Jing debe emitir un sonido oscilante, imitando la forma de los valles de Corea. Este instrumento se asocia con el viento.
Jang-go
A menudo se llama tambor de reloj de arena, en referencia a su forma, que es similar a la de un reloj de arena. El tambor tiene dos lados, cada uno con diferentes tipos de piel. Un lado produce un sonido agudo y el otro uno grave, por lo que este instrumento puede emitir varios sonidos. Este instrumento se asocia con la lluvia.
Buk

Es un tambor de barril, hecho con un trozo de madera hueca y dos pieles de cuero atadas a la madera. Se toca con una sola baqueta y proporciona los sonidos graves del grupo. El buk está relacionado con las nubes.

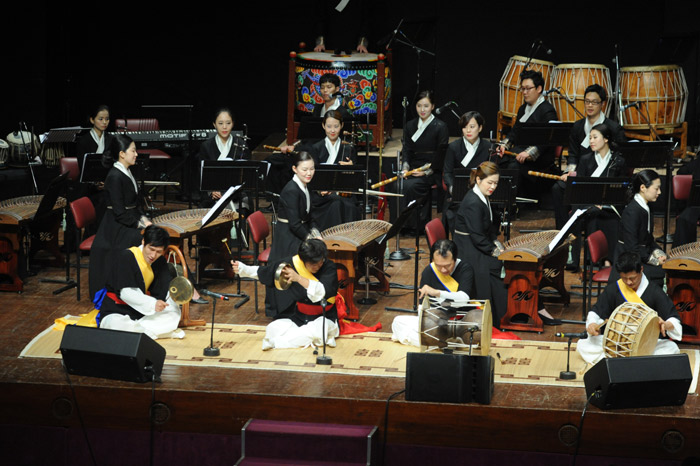
Grupo de músicos de samulnori tocando con una orquesta de instrumentos tradicionales coreanos

En cuanto a las piezas más representativas que se suelen tocar, la misma página dice esto:
Binari (canción de oración)
El Binari, un extenso canto de oración que solía señalar el comienzo de una estancia en un pueblo puede escucharse ahora en eventos como la apertura de un nuevo negocio o edificio, o en una actuación. El chamán canta la extensa oración, que toca muchos aspectos importantes para las creencias coreanas. Relata la historia de la creación e invoca a los diversos espíritus que residen en el pueblo y los hogares, pidiendo finalmente una bendición para las personas, los actores y la tierra que habitan.
Sobre el altar se colocan abundantes ofrendas de alimentos a los dioses y a los antepasados, así como una cabeza de cerdo. Se invita a los miembros del público a acercarse al altar, llevando consigo sus oraciones. También pueden encender una varilla de incienso, verter vino de arroz y hacer una reverencia. Es costumbre colocar una ofrenda de dinero en el altar. La cabeza del cerdo significa riqueza, salud y abundancia, y si se coloca una ofrenda de dinero en la boca del cerdo, se cree que las oraciones que se lleven al altar serán respondidas generosamente.
Samdo Sul Jang-go Garak (Ritmos Jang-go de tres provincias)
Todos los intérpretes se sientan con el Jang-go (tambor de reloj de arena) y tocan un arreglo compuesto por los Jang-go garak (patrones rítmicos) más representativos de tres provincias coreanas. Originalmente, uno de los intérpretes se sujetaba el Jang-go al cuerpo y ejecutaba una vistosa pieza en solitario, haciendo alarde de su estilo único de danza y técnica. SamulNori creó este nuevo arreglo para ser tocado sentado, cambiando el enfoque de la espectacularidad por el de la musicalidad.
Samdo Nongak Garak (Ritmos Poongmul de las tres provincias)

El Samdo Nongak Garak también es un arreglo de diferentes ritmos de las tres provincias. Algunos de los garak que aparecían en Samdo Sul Jang-go Garak también aparecen aquí, ahora interpretados por los cuatro instrumentos diferentes. Durante los festivales, los intérpretes habrían tocado tradicionalmente estos instrumentos mientras bailaban, pero SamulNori ha ampliado el alcance de los numerosos garaks que aparecen tocando sentados y desarrollando las posibilidades musicales de este arreglo.

## Evolución e influencia

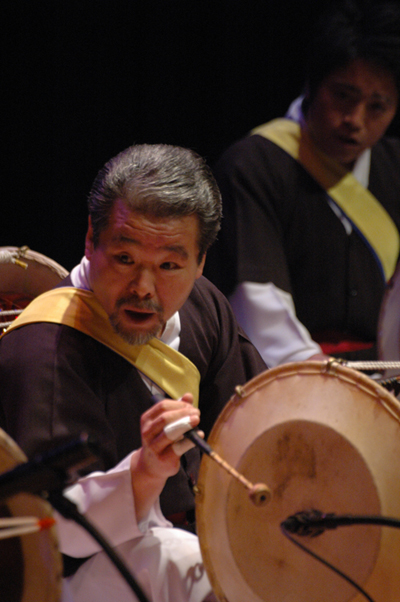
Kim Deok-su, el líder de Samulnori

Desde sus comienzos, Samulnori ha experimentado con varios géneros musicales, desde piezas de orquesta arregladas para el grupo hasta tocar piezas de jazz y pop.
Más allá de Samulnori, dos de los grupos más famosos que interpretan música de este género son Cheongbae y Uhee. El primer grupo hizo su primera gira mundial en 2014 y, a diferencia de otros grupos más clásicos, trata de involucrar más al público, que se convierte en protagonista. El segundo grupo tiene como misión reinterpretar la música coreana para que llegue a un público más moderno.
La fama del samulnori ha sido tal que ha llegado hasta EE. UU., donde han surgido grupos locales. Este es el caso de e NORI, que se fundó en 2007 en Los Ángeles y promueve las artes escénicas coreanas en California y otros estados. En contraste con otras agrupaciones, NORI tiene un carácter más conservador en sus actuaciones porque los músicos dicen que quieren mantener la esencia de su música libre de interferencias. A nivel educativo, algunas universidades de este país han acogido clubes de samulnori para permitir a los coreano-americanos de segunda generación aprender a tocar música de este estilo.

## Curiosidades
Entre algunas de las curiosidades de Samulnori, se destaca que su líder, Kim Duk Soo ha actuado en más de 5000 escenarios alrededor del mundo.
Entre los momentos más importantes del cuarteto se encuentra su participación en los Juegos Olímpicos de 1988, al acompañar a la delegación olímpica coreana a encender la llama de la antorcha olímpica de Grecia.